# Illiouzi
Albums de Constantin Nikolski
Mne tolko snitsia jizn moïa
(2004)
Illiouzi (en russe : Иллюзии) est le quatrième album de Constantin Nikolski et son troisième album studio. Il est publié en 2007 en CD et 33 tours.

## Histoire
Lors du concert anniversaire donné en 2001 au «Rossia» pour ses 50 ans, Nikolski annonce son intention de sortir un nouvel album, accompagné des musiciens Mikhaïl Chevtsov, Igor Kostikov et de l'ingénieur du son Alexandre Kouzmitchev. 
L'enregistrement a lieu en 2002 et l'album, qui comporte 10 titres, doit s'appeler Une Fleur à la fenêtre. Certaines chansons sont nouvelles, d'autres datent de 1971-1972 et 1983-1985 et ont déjà été entendues en concert, telles Nuage, Devant la ligne... (en russe : Пред чертой...) ou Chanson sur une chanson (en russe : Песня о песне). La Voix a également été interprétée en 1995 par Natalia Pouchkova, compagne de Kirill Essipov, ami de Nikolski.
À propos de l'album, Constantin Nikolski dit : 

« Je voulais depuis longtemps enregistrer un album où il n'y aurait que des guitares, sans claviers. Et voila justement que le clavier quitte le groupe, tandis qu'Igor Kojine nous rejoint [...]. Quand on joue de la guitare, il est très important d'avoir son propre style. Et j'ai toujours aimé celui d'Igor. Donc je l'ai invité à rejoindre mon équipe. Et pour ne pas le limiter, il a lui-même choisi la façon de jouer certains morceaux. Et selon moi, Igor s'est bien approprié les titres. Lequel joue le mieux, lequel est moins bon, on ne se posait pas de questions pareilles. Dans la plupart des chansons j'étais à la guitare rythmique, et Igor jouait les solo. Illusions est devenu le premier album où je ne suis plus seul à la guitare. »

« Nous avions enregistré l'album depuis longtemps déjà, quatre ou même cinq années. Pour commencer Igor Kojine et moi-même avons défini qui interpréterait quoi. Ce point établi, nous avons répété. Nous avons commencé à travailler aux studios de Novokosino, où j'avais enregistré mon précédent album Regard sur le passé. J'ai dû faire des pauses en raison des fréquentes tournées. Puis nous nous sommes retrouvés aux studios d'enregistrement de MosFilm, mais pas assez longtemps car des travaux y commençaient. Nous avons alors trouvé un troisième studio, moins cher et moins connu, le Rock Academy. Les équipements techniques étaient, il est vrai, assez limités. J'ai acheté moi-même les appareils manquants. Le travail s'est terminé après cette troisième tentative. »

Selon le musicien, le retard dans l'enregistrement de l'album est dû au fait de l'avoir intégralement financé, « ne rien demander à personne » pour ne dépendre de personne, et pour cela il a fallu faire des tournées. Résultat : « nous sommes chez nous, nous avons tout enregistré dans une cave à Moscou, dans le quartier de la Taganka. C'est la seule vraie façon de faire du rock, même si maintenant les sous-sols sont remplis de bons équipements ».
À la sortie de l'album Illusions, Nikolski déclare : « J'ai encore écrit trois chansons la semaine dernière, coup sur coup. J'ai d'autres choses non enregistrées, créées ces dernières années. Au total cela fait dix morceaux. Il est encore possible de sortir un album ne comprenant que des nouvelles chansons ».
Comme la grande majorité des disques de nouvelle génération, Illusions est imprimé en Allemagne. La version vinyle est sortie en édition limitée et chaque exemplaire numéroté à la main. L'album est devenu introuvable.
Une séance de dédicaces est organisée le 27 septembre 2007 au magasin Soyouz, rue Piatnitskaïa, à Moscou, après un mini-concert donné en compagnie du guitariste Igor Kojine. 
L'événement est soutenu par la station Autoradio (en russe : Авторадио), le journal Troud et le portail web Rambler.
Alexeï Romanov, ancien membre du groupe Résurrection, est pour sa part très critique : 

« Je n'ai pas aimé, il n'y a rien de plus à en dire. Je n'ai rien entendu de fondamentalement nouveau. Les Illusions de Nikolski sont très mal chantées, grossièrement et sans sensibilité. On entend à peine la voix de Nikolski. »

## Titres de l'album
| 1.    | Иллюзии (texte de Fernando Pessoa, traduction Evguéni Vitkovski)                      | Illiouzi                    | 4:21 |
| 2.    | Пред чертой...                                                                        | Pred tchertoï...            | 4:05 |
| 3.    | Только там... (texte de Fernando Pessoa, traduction Evguéni Vitkovski)                | Tolko tam                   | 4:24 |
| 4.    | Цветок у окна                                                                         | Tsvetok ou okna             | 4:18 |
| 5.    | Голос (texte de Henri de Régnier, traduction Ilya Ehrenbourg)                         | Golos                       | 4:04 |
| 6.    | Мне только снится жизнь моя (texte de Fernando Pessoa, traduction Anatoli Gueleskoul) | Mne tolko snitsia jizn moïa | 5:24 |
| 7.    | В тишине заката (texte de Fernando Pessoa, traduction Sergueï Alexandrovski)          | V tichine zakata            | 3:11 |
| 8.    | Облако                                                                                | Oblako                      | 2:51 |
| 9.    | Песня о песне                                                                         | Piesnia o piesnie           | 5:11 |
| 10.   | Утешь меня, судьба                                                                    | Outech menia, soudba        | 3:54 |
| 41:43 |                                                                                       |                             |      |

## Musiciens et production
- Constantin Nikolski : chanteur, guitare rythmique, guitare solo (chanson 5), guitare acoustique
- Igor Kojine : guitare solo
- Alexandre Kouzmitchev : guitare basse
- Igor Kostikov : batterie
- Arkadi Berezovski : choriste (chansons 2, 3, 6 et 9)
- Evelina Chmeleva : enregistrements batterie
- Alexandre Kouzmitchev : enregistrements et mixage
- Kirill Essipov : mastering
- Constantin Nikolski : production